# Скрябино (Владимирская область)
Скрябино — деревня в Кольчугинском районе Владимирской области России, входит в состав Раздольевского сельского поселения.

## География
Деревня расположена на берегу реки Вольга в 30 км на юго-запад от центра поселения посёлка Раздолье и в 36 км на юг от райцентра города Кольчугино.

## История
По переписным книгам 1678 года сельцо Скрябино принадлежало Михаилу Григорьевичу Вешнякову, в нем тогда были 1 двор крестьянский, 2 двора бобыльских с населением в 11 душ мужского пола.
По данным на 1860 год деревня принадлежала Александру Дмитриевичу Рогозину.
В конце XIX — начале XX века существовало 2 деревни Верхнее Скрябино (на восточном берегу речки Черненькая) и Нижнее Скрябино (на западном берегу), которые входили в состав Фуниково-Горской волости Покровского уезда, с 1926 года — в составе Овчининской волости Александровского уезда. В 1859 году в обоих деревнях числилось 50 дворов, в 1905 году — 76 дворов, в 1926 году в объединенной деревне Скрябино было 67 дворов.
С 1929 года деревня являлась центром Скрябинского сельсовета Кольчугинского района, с 1940 года — в составе Вауловского сельсовета, с 2001 года — в составе Завалинского сельского округа, с 2005 года — в составе Раздольевского сельского поселения.

## Население
Суммарно по двум деревням
| 1859 | 1905 | 1926 | 2002 | 2010 | 2021 |
| ---- | ---- | ---- | ---- | ---- | ---- |
| 319  | ↗366 | ↘279 | ↘1   | ↘0   | →0   |